# 2008 au Vietnam
Cet article présente les faits marquants de l'année 2008 au Vietnam.

## Évènements
- Mardi 1er avril 2008 : dix-sept mille salariés sur vingt mille d'un sous-traitant de Nike, Ching Luh à capitaux taïwanais, se mettent en grève pour réclamer des augmentations de salaire (8 euros mensuels, +15 %).

- Avril 2008 : une tortue de Swinhoe, espèce estimée éteinte à l'état sauvage, a été trouvée dans un lac du nord du pays. Cette tortue peut peser 140 kg, mesurer 1 mètre et vivre cent ans. Trois autres spécimens sont encore répertoriés dans le monde.

- Août 2008 : le gouvernement édite une circulaire interdisant aux blogueurs sur Internet « s'opposer à l'État […] de nuire à la sécurité nationale, à l'ordre et à la sécurité sociale, de saboter l'unité nationale » en divulguant des secrets nationaux, militaires ou économiques.

- Samedi 6 décembre 2008 : selon l'Association des constructeurs automobiles vietnamiens, en un an, le marché des automobiles neuves a reculé de 49 %, un indicateur qui confirme le ralentissement économique du pays.

- Mercredi 24 décembre 2008 : le gouvernement resserre son contrôle des blogs, dans une nouvelle circulaire qui interdit expressément de « s'opposer à l'État » ou de « nuire à l'ordre social ». Il demande aux fournisseurs de service internet de constituer des bases de données et bloquer tout contenu jugé illégal.

- Vendredi 26 décembre 2008 : les montants d'investissements directs étrangers effectivement déboursés ont augmenté de 43,2 % en 2008 pour un montant de 8,2 milliards d'euros, alors que les projets d'investissements ont atteint 45,7 milliards d'euros (+315 %). L'économie du pays communiste repose beaucoup sur les investissements étrangers dont le secteur a généré plus de 200 000 embauches en 2008 et emploie un total de 1,4 million de personnes.